# Cecilia Salvai
Cecilia Salvai (Pinerolo, 2 dicembre 1993) è una calciatrice italiana, difensore della Juventus e della nazionale italiana.

## Biografia
Nel 2019 si è sposata con il fidanzato Marco Borgese, calciatore dilettante e membro dello staff della Fortitudo Mozzecane femminile. La cerimonia si è tenuta in provincia di Asti.
Nella stagione 2024-2025, ha vinto il premio eBay Values Award della FIGC, insieme a Eleonora Goldoni e Valeria Monterubbiano, per le proprie attività fuori dal campo.

## Carriera

### Club
Salvai esordì con la maglia del Real Canavese nel 2008, e per la seguente stagione si spostò a Torino, dove con la maglia delle granata prese parte a tre edizione consecutive della Serie A. Lì crebbe e diventò un punto fisso della difesa, capace di spostarsi dal suo ruolo di terzino sinistro per diventare difensore centrale all'occorrenza. Il Toro, sul sito ufficiale, la descriveva come "senza ombra di dubbio la giocatrice con maggiore appeal nella rosa".
Per la stagione 2012-13 approdò in Svizzera al Rapid Lugano, ma dopo una singola stagione ritornò in Italia per vestire la maglia dell'AGSM Verona, con cui disputerà la Serie A 2013-2014.

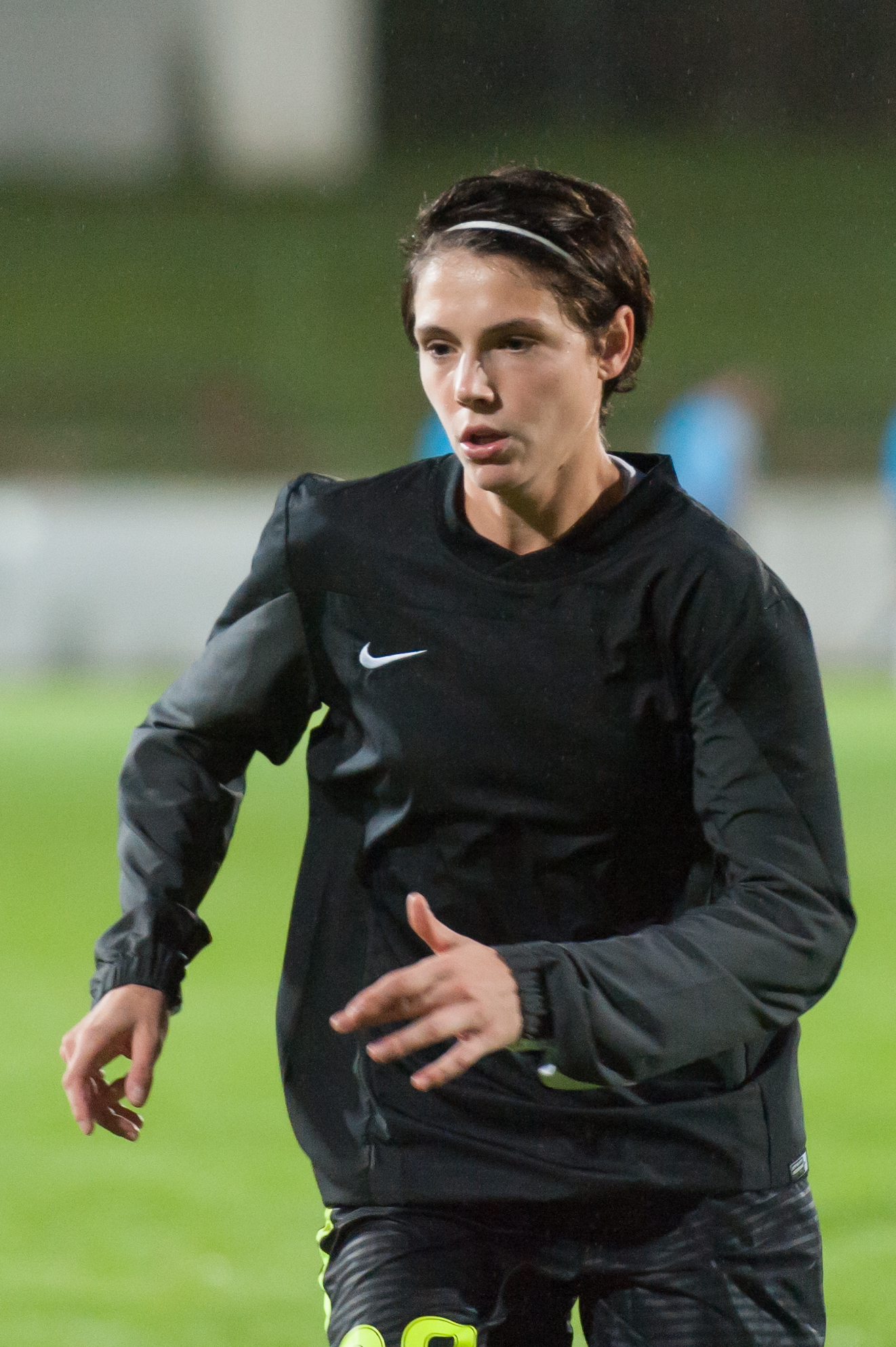
Salvai in riscaldamento prepartita all' il 7 ottobre 2015, per la trasferta di UEFA Women's Champions League sul campo del

Alla sua seconda stagione con la maglia gialloblù contribuisce a far conquistare alla società posizioni di vertice nella classifica fin dalle prime giornate, e al termine del campionato 2014-2015 conquista il suo primo scudetto personale e il titolo di campione d'Italia. Anche nella stagione 2015-2016 gioca per il Verona, terza stagione in gialloblù, con il quale ha conquistato il secondo posto in campionato, che ha portato alla qualificazione in Champions League, e in Coppa Italia, mentre perde lo scontro diretto di Supercoppa 2015.
L'11 luglio 2016 si è accordata con il Brescia, campione d'Italia in carica, per la stagione 2016-2017. Con la società lombarda rimane una sola stagione, aperta con la conquista della Supercoppa 2016 ai danni delle sue vecchie compagne dell'AGSM Verona, mentre in campionato termina seconda in classifica, arrivando alla finale di Coppa Italia e cedendo in entrambi i casi i titoli alla Fiorentina. Condivide con le compagne anche il percorso in UEFA Women's Champions League 2016-2017, superando le polacche del Medyk Konin ai sedicesimi di finale ma venendo eliminate dalle danesi del Fortuna Hjørring agli ottavi. Al termine della stagione si congeda dalla società con 28 presenze complessive, delle quali 19 in campionato, 4 in Coppa Italia, una in Supercoppa e 4 in Champions League.
Nell'agosto 2017 la neonata Juventus la inserisce nella lista delle prime 12 tesserate per la stagione 2017-2018, dove ritrova numerose compagne della precedente stagione bresciana e Federica Russo, sua compagna al Torino e al Rapid Lugano. Con le bianconere vince il campionato italiano.
Il 24 marzo 2019, nella prima partita giocata dalla compagine femminile dei bianconeri all'Allianz Stadium contro la Fiorentina, rimedia un infortunio al legamento crociato anteriore che la porta ad uno stop di 7 mesi, oltre a rinunciare alla partecipazione al Mondiale di calcio.
Il rientro in campo avviene il 7 dicembre 2019, 258 giorni dopo l'infortunio, nella sfida di Campionato contro l'Orobica. Salvai scende in campo nel secondo tempo, al posto della compagna di reparto Sembrant. La partita finisce 7-1 in favore delle bianconere.
L'11 dicembre 2019 sigla il suo primo goal stagionale, negli ottavi di Coppa Italia contro il Fortitudo Mozzecane.
Il 19 dicembre 2021, durante la partita di Coppa Italia tra Juventus Women e Pink Sport Time a Monopoli, Cecilia Salvai purtroppo rimedia un nuovo infortunio: una distorsione del ginocchio destro con lesione del legamento crociato. L'infortunio rende necessario un nuovo intervento chirurgico al ginocchio.
L'infortunio e il recupero la tengono lontano dai campi di calcio per quasi cinque mesi, permettendole di tornare ad allenarsi solo il 16 maggio 2022.

### Nazionale
Convocata dalla FIGC, Salvai viene inserita in rosa con la nazionale U-19 impegnata all'Europeo di categoria di Italia 2011. Impiegata nel corso del torneo segnò il suo primo gol con la maglia delle Azzurrine il 5 giugno 2011, quando riporta in parità il risultato nell'incontro con il Belgio segnando la rete dell'1-1 e, in pochi minuti, la sua squadra capovolse il risultato vincendo per 3-1. Scende in campo anche nella semifinale contro la Norvegia, persa per 2-3. Salvai venne riconfermata anche per l'edizione 2012 dell'Europeo, e fu titolare nelle partite di qualificazione sia nella prima sia nella seconda fase, quando l'Italia finì ultima tra le classificate al secondo posto e non avanzò alla fase finale del torneo.

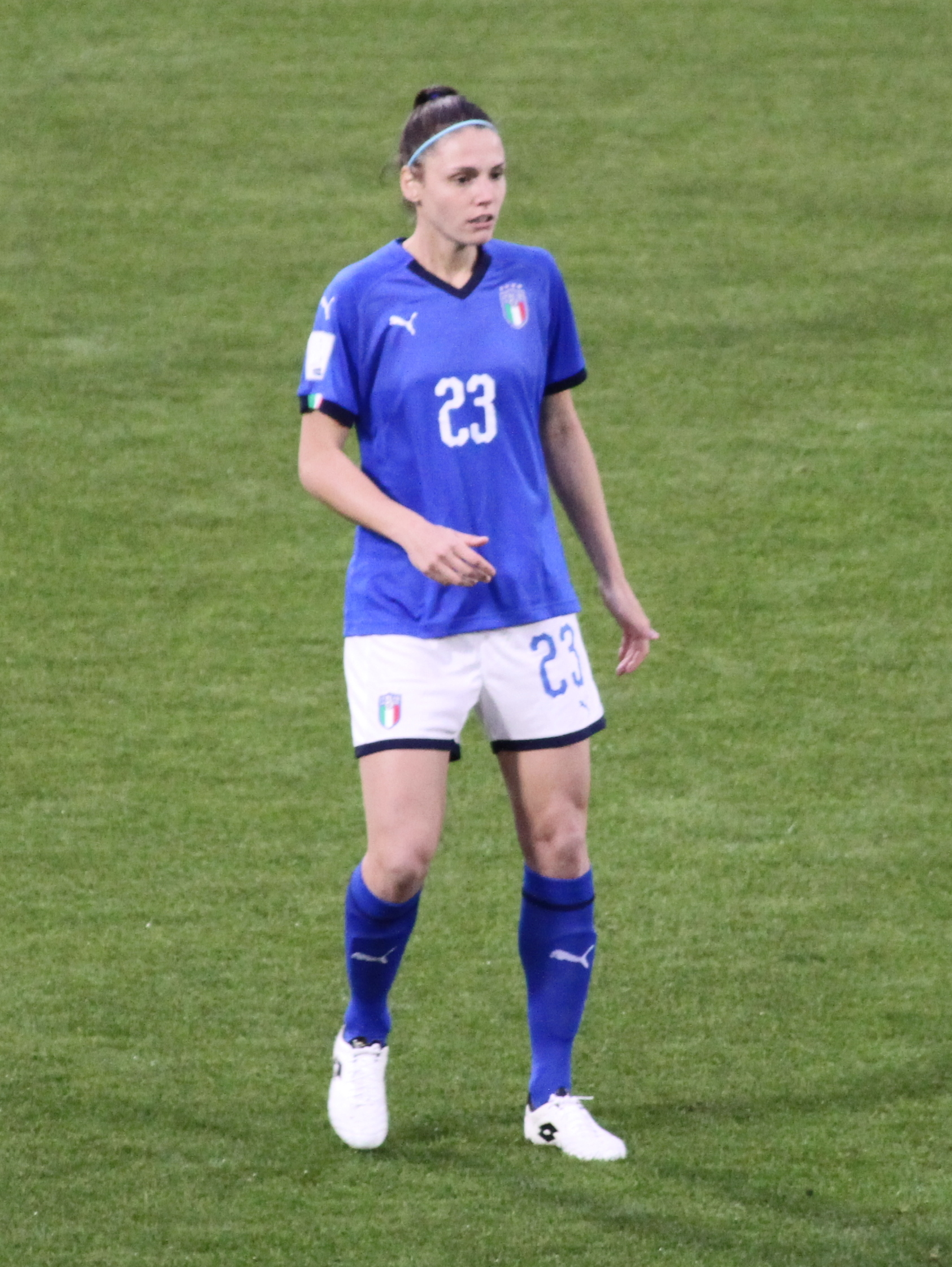
Salvai con la maglia della nazionale il 10 aprile 2018, nella vittoriosa sfida casalinga contro il (2-1) valevole per le qualificazioni al Mondiale 2019

Grazie ai risultati dell'Europeo 2011 l'Italia è qualificata per il campionato mondiale Under-20 del Giappone 2012. Salvai inserita nella formazione delle Azzurrine U-20, viene impiegata in tutte le tre partite della fase a gironi, dove l'Italia, inserita nel gruppo B con Brasile, Corea del Sud e Nigeria, riesce a pareggiare solo con la prima, 1-1 con rete di Elena Linari, perdendo rispettivamente 2-0 e 4-0 gli altri due incontri, classificandosi all'ultimo posto e venendo di conseguenza eliminata dal torneo.
Convocata dall'allora Commissario tecnico Antonio Cabrini, Salvai fece il suo debutto con la maglia della nazionale maggiore il 19 settembre 2012, nell'ultima partita di qualificazione per l'Europeo di Svezia 2013. Inserita in rosa nella formazione che accede alla fase finale, gioca da titolare tutti i quattro incontri disputati dall'Italia, le partite del girone e i quarti di finale dove incontra la Germania, che al termine del torneo si aggiudicherà il titolo di campione d'Europa, che la elimina vincendo per 1-0.
Dopo l'esperienza all'europeo Cabrini continua a convocarla, pur impiegandola senza continuità, chiamandola per le qualificazioni al Mondiale di Canada 2015, dove l'Italia è inserita nel gruppo 2, condividendo il percorso della sua nazionale che deve cedere alla Spagna, causa una sconfitta e un pareggio, il primo posto a fine torneo. Partendo dalla panchina Salvai gioca il solo incontro del 26 settembre 2013, vittoria per 1-0 sulla Romania, venendo poi reimpiegata, questa volta come titolare, ai play-off per determinare l'accesso dell'ultima nazionale della zona UEFA. Scende in campo nell'incontro di andata con l'Ucraina, vinto per 2-1, e ottenuto l'accesso alla finale contro i Paesi Bassi, in entrambe le partite di andata, pareggio 1-1 in trasferta, e ritorno, dove le Azzurre perdono 2-1 fallendo la qualificazione.
Dopo quasi due anni, nel settembre 2016 Cabrini la convoca in occasione delle qualificazioni all'Europeo dei Paesi Bassi 2017, e due mesi più tardi la inserisce nella lista delle giocatrici convocate per il Torneio Internacional de Futebol Feminino di Manaus, in programma dal 7 al 18 dicembre 2016. Ottenuto l'accesso alla fase finale, viene convocata all'Europeo 2017, collezionando due presenze nella fase a gironi, dove la nazionale chiude la sua avventura nella competizione continentale, dopo aver collezionato due sconfitte iniziali con Russia e Germania, e una ormai ininfluente vittoria con la Svezia.
Con l'arrivo di Milena Bertolini sulla panchina dell'Italia, Salvai diventa un elemento cardine del reparto difensivo della squadra azzurra. Dopo il secondo posto finale alla Cyprus Cup 2018, condivide con le compagne la storica qualificazione  — a vent'anni dalla precedente partecipazione italiana — al Mondiale di Francia 2019 con una giornata di anticipo, dopo aver vinto 7 partite su 7 e segnato la sua prima rete in azzurro, il 8 giugno 2018, quella del parziale 2-0 sul Portogallo, nel Gruppo 6. La partita si conclude con una vittoria per 3-0 della squadra azzurra che si assicura la matematica qualificazione al torneo. Tuttavia Bertolini dovrà rinunciare alla sua presenza causa il grave infortunio rimediato in campionato.

## Statistiche

### Presenze e reti nei club
Aggiornate al 17 maggio 2025.
| Stagione           | Squadra            | Campionato         | Campionato | Campionato | Coppe nazionali | Coppe nazionali | Coppe nazionali | Coppe continentali | Coppe continentali | Coppe continentali | Altre coppe | Altre coppe | Altre coppe | Totale | Totale |
| Stagione           | Squadra            | Comp               | Pres       | Reti       | Comp            | Pres            | Reti            | Comp               | Pres               | Reti               | Comp        | Pres        | Reti        | Pres   | Reti   |
| ------------------ | ------------------ | ------------------ | ---------- | ---------- | --------------- | --------------- | --------------- | ------------------ | ------------------ | ------------------ | ----------- | ----------- | ----------- | ------ | ------ |
| 2008-2009          | Real Canavese      | B                  | 12         | 1          | CI              | ?               | ?               |                    | -                  | -                  |             | -           | -           | 12+    | 1+     |
| 2009-2010          | Torino             | A                  | 11         | 2          | CI              | ?               | ?               |                    | -                  | -                  |             | -           | -           | 11+    | 2+     |
| 2010-2011          | Torino             | A                  | 23         | 0          | CI              | ?               | ?               |                    | -                  | -                  |             | -           | -           | 23+    | 0+     |
| 2011-2012          | Torino             | A                  | 26         | 2          | CI              | ?               | ?               |                    | -                  | -                  |             | -           | -           | 26+    | 2+     |
| Totale Torino      | Totale Torino      | Totale Torino      | 60         | 4          |                 | 0+              | 0+              |                    | -                  | -                  |             | -           | -           | 60+    | 4+     |
| 2012-2013          | Rapid Lugano       | LNB                | 15         | 1          | CS              | ?               | ?               |                    | -                  | -                  |             | -           | -           | 15+    | 1+     |
| 2013-2014          | AGSM Verona        | A                  | 16         | 1          | CI              | 3               | ?               |                    | -                  | -                  |             | -           | -           | 19     | 1      |
| 2014-2015          | AGSM Verona        | A                  | 20         | 0          | CI              | 3               | 0               |                    | -                  | -                  |             | -           | -           | 23     | 0      |
| 2015-2016          | AGSM Verona        | A                  | 18         | 4          | CI              | 2               | 0               | UWCL               | 4                  | 0                  | SI          | 1           | 0           | 25     | 4      |
| Totale AGSM Verona | Totale AGSM Verona | Totale AGSM Verona | 54         | 5          |                 | 8               | 0               |                    | 4                  | 0                  |             | 1           | 0           | 67     | 5      |
| 2016-2017          | Brescia            | A                  | 19         | 0          | CI              | 4               | 0               | UWCL               | 4                  | 0                  | SI          | 1           | 0           | 28     | 0      |
| 2017-2018          | Juventus           | A                  | 21+1       | 0          | CI              | 2               | 2               |                    | -                  | -                  |             | -           | -           | 24     | 2      |
| 2018-2019          | Juventus           | A                  | 17         | 0          | CI              | 2               | 0               | UWCL               | 2                  | 0                  | SI          | 1           | 0           | 22     | 0      |
| 2019-2020          | Juventus           | A                  | 3          | 0          | CI              | 2               | 1               | UWCL               | 0                  | 0                  | SI          | 0           | 0           | 5      | 1      |
| 2020-2021          | Juventus           | A                  | 14         | 1          | CI              | 2               | 1               | UWCL               | 1                  | 0                  | SI          | 2           | 0           | 19     | 2      |
| 2021-2022          | Juventus           | A                  | 11         | 0          | CI              | 2               | 0               | UWCL               | 9                  | 0                  | SI          | 0           | 0           | 22     | 0      |
| 2022-2023          | Juventus           | A                  | 18         | 2          | CI              | 4               | 0               | UWCL               | 7                  | 0                  | SI          | 1           | 0           | 30     | 2      |
| 2023-2024          | Juventus           | A                  | 17         | 1          | CI              | 3               | 0               | UWCL               | 0                  | 0                  | SI          | -           | -           | 20     | 1      |
| 2024-2025          | Juventus           | A                  | 2          | 0          | CI              | 1               | 0               | UWCL               | 0                  | 0                  | SI          | -           | -           | 3      | 0      |
| Totale Juventus    | Totale Juventus    | Totale Juventus    | 104        | 4          |                 | 17              | 4               |                    | 19                 | 0                  |             | 4           | 0           | 145    | 8      |
| Totale carriera    | Totale carriera    | Totale carriera    | 264        | 14         |                 | 29+             | 4+              |                    | 27                 | 0                  |             | 6           | 0           | 317+   | 17+    |

### Cronologia presenze e reti in nazionale
| Cronologia completa delle presenze e delle reti in nazionale ― Italia | Cronologia completa delle presenze e delle reti in nazionale ― Italia | Cronologia completa delle presenze e delle reti in nazionale ― Italia | Cronologia completa delle presenze e delle reti in nazionale ― Italia | Cronologia completa delle presenze e delle reti in nazionale ― Italia | Cronologia completa delle presenze e delle reti in nazionale ― Italia | Cronologia completa delle presenze e delle reti in nazionale ― Italia | Cronologia completa delle presenze e delle reti in nazionale ― Italia |
| Data                                                                  | Città                                                                 | In casa                                                               | Risultato                                                             | Ospiti                                                                | Competizione                                                          | Reti                                                                  | Note                                                                  |
| --------------------------------------------------------------------- | --------------------------------------------------------------------- | --------------------------------------------------------------------- | --------------------------------------------------------------------- | --------------------------------------------------------------------- | --------------------------------------------------------------------- | --------------------------------------------------------------------- | --------------------------------------------------------------------- |
| 19-9-2012                                                             | Atene                                                                 | Grecia                                                                | 0 – 0                                                                 | Italia                                                                | Qual. Euro 2013                                                       | -                                                                     |                                                                       |
| 10-7-2013                                                             | Halmstad                                                              | Italia                                                                | 0 – 0                                                                 | Finlandia                                                             | Euro 2013 - 1º turno                                                  | -                                                                     |                                                                       |
| 13-7-2013                                                             | Halmstad                                                              | Italia                                                                | 2 – 1                                                                 | Danimarca                                                             | Euro 2013 - 1º turno                                                  | -                                                                     |                                                                       |
| 21-7-2013                                                             | Växjö                                                                 | Italia                                                                | 0 – 1                                                                 | Germania                                                              | Euro 2013 - quarti di finale                                          | -                                                                     |                                                                       |
| 26-9-2013                                                             | Bassano del Grappa                                                    | Italia                                                                | 1 – 0                                                                 | Romania                                                               | Qual. Mondiali 2015                                                   | -                                                                     | 36’                                                                   |
| 10-03-2014                                                            | Larnaca                                                               | Italia                                                                | 1 – 1                                                                 | Finlandia                                                             | Cyprus Cup 2014 - 1º turno                                            | -                                                                     |                                                                       |
| 25-10-2014                                                            | Rieti                                                                 | Italia                                                                | 2 – 1                                                                 | Ucraina                                                               | Qual. Mondiali 2015 - semifinale play-off UEFA                        | -                                                                     | 46’                                                                   |
| 22-11-2014                                                            | L'Aia                                                                 | Paesi Bassi                                                           | 1 – 1                                                                 | Italia                                                                | Qual. Mondiali 2015 - finale play-off UEFA                            | -                                                                     |                                                                       |
| 27-11-2014                                                            | Verona                                                                | Italia                                                                | 1 – 2                                                                 | Paesi Bassi                                                           | Qual. Mondiali 2015 - finale play-off UEFA                            | -                                                                     |                                                                       |
| 16-9-2016                                                             | Lurgan                                                                | Irlanda del Nord                                                      | 0 – 3                                                                 | Italia                                                                | Qual. Euro 2017                                                       | -                                                                     |                                                                       |
| 20-9-2016                                                             | Vercelli                                                              | Italia                                                                | 3 – 1                                                                 | Rep. Ceca                                                             | Qual. Euro 2017                                                       | -                                                                     |                                                                       |
| 7-12-2016                                                             | Manaus                                                                | Italia                                                                | 3 – 0                                                                 | Russia                                                                | Torneio Internacional 2016 - 1º turno                                 | -                                                                     |                                                                       |
| 11-12-2016                                                            | Manaus                                                                | Italia                                                                | 3 – 0                                                                 | Costa Rica                                                            | Torneio Internacional 2016 - 1º turno                                 | -                                                                     | 46’                                                                   |
| 18-12-2016                                                            | Manaus                                                                | Brasile                                                               | 5 – 3                                                                 | Italia                                                                | Torneio Internacional 2016 - finale                                   | -                                                                     |                                                                       |
| 7-4-2017                                                              | Stoke-on-Trent                                                        | Inghilterra                                                           | 1 – 1                                                                 | Italia                                                                | Amichevole                                                            | -                                                                     |                                                                       |
| 17-7-2017                                                             | Rotterdam                                                             | Italia                                                                | 1 – 2                                                                 | Russia                                                                | Euro 2017 - 1º turno                                                  | -                                                                     |                                                                       |
| 21-7-2017                                                             | Tilburg                                                               | Germania                                                              | 2 – 1                                                                 | Italia                                                                | Euro 2017 - 1º turno                                                  | -                                                                     |                                                                       |
| 24-10-2017                                                            | Castel di Sangro                                                      | Italia                                                                | 3 – 0                                                                 | Romania                                                               | Qual. Mondiali 2019                                                   | -                                                                     |                                                                       |
| 20-1-2018                                                             | Marsiglia                                                             | Francia                                                               | 1 – 1                                                                 | Italia                                                                | Amichevole                                                            | -                                                                     |                                                                       |
| 28-2-2018                                                             | Larnaca                                                               | Italia                                                                | 3 – 0                                                                 | Svizzera                                                              | Cyprus Cup 2018 - 1º turno                                            | -                                                                     |                                                                       |
| 5-3-2018                                                              | Larnaca                                                               | Italia                                                                | 2 – 2                                                                 | Finlandia                                                             | Cyprus Cup 2018 - 1º turno                                            | -                                                                     | 71’                                                                   |
| 7-3-2018                                                              | Larnaca                                                               | Spagna                                                                | 2 – 0                                                                 | Italia                                                                | Cyprus Cup 2018 - finale                                              | -                                                                     |                                                                       |
| 6-4-2018                                                              | Vadul lui Vodă                                                        | Moldavia                                                              | 1 – 3                                                                 | Italia                                                                | Qual. Mondiali 2019                                                   | -                                                                     |                                                                       |
| 10-4-2018                                                             | Ferrara                                                               | Italia                                                                | 2 – 1                                                                 | Belgio                                                                | Qual. Mondiali 2019                                                   | -                                                                     |                                                                       |
| 8-6-2018                                                              | Firenze                                                               | Italia                                                                | 3 – 0                                                                 | Portogallo                                                            | Qual. Mondiali 2019                                                   | 1                                                                     |                                                                       |
| 4-9-2018                                                              | Lovanio                                                               | Belgio                                                                | 2 – 1                                                                 | Italia                                                                | Qual. Mondiali 2019                                                   | -                                                                     |                                                                       |
| 9-10-2018                                                             | Cremona                                                               | Italia                                                                | 1 – 0                                                                 | Svezia                                                                | Amichevole                                                            | -                                                                     |                                                                       |
| 10-11-2018                                                            | Osnabrück                                                             | Germania                                                              | 5 – 2                                                                 | Italia                                                                | Amichevole                                                            | -                                                                     |                                                                       |
| 18-1-2019                                                             | Empoli                                                                | Italia                                                                | 2 – 1                                                                 | Cile                                                                  | Amichevole                                                            | -                                                                     |                                                                       |
| 27-02-2019                                                            | Larnaca                                                               | Italia                                                                | 5 – 0                                                                 | Messico                                                               | Cyprus cup                                                            | -                                                                     | 60’                                                                   |
| 4-3-2019                                                              | Larnaca                                                               | Italia                                                                | 4 – 1                                                                 | Thailandia                                                            | Cyprus Cup 2019 - 1º turno                                            | -                                                                     | 60’                                                                   |
| 6-3-2019                                                              | Larnaca                                                               | Corea del Nord                                                        | 2 – 2 dts (7 - 6 dtr)                                                 | Italia                                                                | Cyprus Cup 2019 - finale                                              | -                                                                     |                                                                       |
| 4-3-2020                                                              | Faro                                                                  | Portogallo                                                            | 1 – 2                                                                 | Italia                                                                | Algarve Cup 2020 - Prima fase                                         | -                                                                     | 46’                                                                   |
| 27-10-2020                                                            | Empoli                                                                | Italia                                                                | 1 – 3                                                                 | Danimarca                                                             | Qual. Euro 2022                                                       | -                                                                     |                                                                       |
| 24-2-2021                                                             | Firenze                                                               | Italia                                                                | 12 – 0                                                                | Israele                                                               | Qual. Euro 2022                                                       | 1                                                                     |                                                                       |
| 10-4-2021                                                             | Firenze                                                               | Italia                                                                | 1 – 0                                                                 | Islanda                                                               | Amichevole                                                            | -                                                                     |                                                                       |
| 13-4-2021                                                             | Firenze                                                               | Italia                                                                | 1 – 1                                                                 | Islanda                                                               | Amichevole                                                            | -                                                                     |                                                                       |
| 17-9-2021                                                             | Trieste                                                               | Italia                                                                | 3 – 0                                                                 | Moldavia                                                              | Qual. Mondiali 2023                                                   | -                                                                     | 58’                                                                   |
| 22-10-2021                                                            | Castel di Sangro                                                      | Italia                                                                | 3 – 0                                                                 | Croazia                                                               | Qual. Mondiali 2023                                                   | -                                                                     |                                                                       |
| 26-10-2021                                                            | Vilnius                                                               | Lituania                                                              | 0 – 5                                                                 | Italia                                                                | Qual. Mondiali 2023                                                   | -                                                                     | 76’                                                                   |
| 26-11-2021                                                            | Palermo                                                               | Italia                                                                | 1 – 2                                                                 | Svizzera                                                              | Qual. Mondiali 2023                                                   | -                                                                     |                                                                       |
| 30-11-2021                                                            | Mogoșoaia                                                             | Romania                                                               | 0 – 5                                                                 | Italia                                                                | Qual. Mondiali 2023                                                   | -                                                                     | 66’                                                                   |
| 11-11-2022                                                            | Lignano Sabbiadoro                                                    | Italia                                                                | 0 – 1                                                                 | Austria                                                               | Amichevole                                                            | -                                                                     | 46’                                                                   |
| 16-2-2023                                                             | Milton Keynes                                                         | Italia                                                                | 1 – 2                                                                 | Belgio                                                                | Arnold Clark Cup 2023                                                 | -                                                                     | 67’                                                                   |
| 19-2-2023                                                             | Coventry                                                              | Inghilterra                                                           | 2 – 1                                                                 | Italia                                                                | Arnold Clark Cup 2023                                                 | -                                                                     |                                                                       |
| 11-4-2023                                                             | Roma                                                                  | Italia                                                                | 2 – 1                                                                 | Colombia                                                              | Amichevole                                                            | -                                                                     |                                                                       |
| 14-7-2023                                                             | Auckland                                                              | Nuova Zelanda                                                         | 0 – 1                                                                 | Italia                                                                | Amichevole                                                            | -                                                                     |                                                                       |
| 24-7-2023                                                             | Auckland                                                              | Italia                                                                | 1 – 0                                                                 | Argentina                                                             | Mondiali 2023 - Fase a gironi                                         | -                                                                     |                                                                       |
| 29-7-2023                                                             | Wellington                                                            | Svezia                                                                | 5 – 0                                                                 | Italia                                                                | Mondiali 2023 - Fase a gironi                                         | -                                                                     |                                                                       |
| 1-12-2023                                                             | Pontevedra                                                            | Spagna                                                                | 2 – 3                                                                 | Italia                                                                | UEFA Women's Nations League 2023-2024 - Fase a gironi                 | -                                                                     | 90+1’                                                                 |
| 5-12-2023                                                             | Parma                                                                 | Italia                                                                | 3 – 0                                                                 | Svizzera                                                              | UEFA Women's Nations League 2023-2024 - Fase a gironi                 | 1                                                                     |                                                                       |
| 23-2-2024                                                             | Bagno a Ripoli                                                        | Italia                                                                | 0 – 0                                                                 | Irlanda                                                               | Amichevole                                                            | -                                                                     |                                                                       |
| 27-2-2024                                                             | Algeciras                                                             | Inghilterra                                                           | 5 – 1                                                                 | Italia                                                                | Amichevole                                                            | -                                                                     | 51’                                                                   |
| 5-4-2024                                                              | Cosenza                                                               | Italia                                                                | 2 – 0                                                                 | Paesi Bassi                                                           | Qual. Euro 2025                                                       | -                                                                     | 68’                                                                   |
| 31-5-2024                                                             | Oslo                                                                  | Norvegia                                                              | 0 – 0                                                                 | Italia                                                                | Qual. Euro 2025                                                       | -                                                                     | 79’                                                                   |
| 4-6-2024                                                              | Ferrara                                                               | Italia                                                                | 1 – 1                                                                 | Norvegia                                                              | Qual. Euro 2025                                                       | -                                                                     | 84’                                                                   |
| 12-7-2024                                                             | Sittard                                                               | Paesi Bassi                                                           | 0 – 0                                                                 | Italia                                                                | Qual. Euro 2025                                                       | -                                                                     | 71’                                                                   |
| 16-7-2024                                                             | Bolzano                                                               | Italia                                                                | 4 – 0                                                                 | Finlandia                                                             | Qual. Euro 2025                                                       | -                                                                     | 90’                                                                   |
| 30-5-2025                                                             | Parma                                                                 | Italia                                                                | 0 – 0                                                                 | Svezia                                                                | UEFA Women's Nations League 2025 - Fase a gironi                      | -                                                                     |                                                                       |
| 3-6-2025                                                              | Swansea                                                               | Galles                                                                | 1 – 4                                                                 | Italia                                                                | UEFA Women's Nations League 2025 - Fase a gironi                      | -                                                                     |                                                                       |
| 3-7-2025                                                              | Sion                                                                  | Belgio                                                                | 0 – 1                                                                 | Italia                                                                | Euro 2025 - Fase a gironi                                             | -                                                                     |                                                                       |
| 7-7-2025                                                              | Ginevra                                                               | Portogallo                                                            | 1 – 1                                                                 | Italia                                                                | Euro 2025 - Fase a gironi                                             | -                                                                     |                                                                       |
| 11-7-2025                                                             | Berna                                                                 | Italia                                                                | 1 – 3                                                                 | Spagna                                                                | Euro 2025 - Fase a gironi                                             | -                                                                     | 77’                                                                   |
| 16-7-2025                                                             | Ginevra                                                               | Norvegia                                                              | 1 – 2                                                                 | Italia                                                                | Euro 2025 - Quarti di finale                                          | -                                                                     |                                                                       |
| 22-7-2025                                                             | Ginevra                                                               | Inghilterra                                                           | 2 – 1 dts                                                             | Italia                                                                | Euro 2025 - Semifinali                                                | -                                                                     |                                                                       |
| Totale                                                                |                                                                       | Presenze                                                              | 65                                                                    |                                                                       | Reti                                                                  | 3                                                                     |                                                                       |

| Cronologia completa delle presenze e delle reti in nazionale ― Italia under 20 | Cronologia completa delle presenze e delle reti in nazionale ― Italia under 20 | Cronologia completa delle presenze e delle reti in nazionale ― Italia under 20 | Cronologia completa delle presenze e delle reti in nazionale ― Italia under 20 | Cronologia completa delle presenze e delle reti in nazionale ― Italia under 20 | Cronologia completa delle presenze e delle reti in nazionale ― Italia under 20 | Cronologia completa delle presenze e delle reti in nazionale ― Italia under 20 | Cronologia completa delle presenze e delle reti in nazionale ― Italia under 20 |
| Data                                                                           | Città                                                                          | In casa                                                                        | Risultato                                                                      | Ospiti                                                                         | Competizione                                                                   | Reti                                                                           | Note                                                                           |
| ------------------------------------------------------------------------------ | ------------------------------------------------------------------------------ | ------------------------------------------------------------------------------ | ------------------------------------------------------------------------------ | ------------------------------------------------------------------------------ | ------------------------------------------------------------------------------ | ------------------------------------------------------------------------------ | ------------------------------------------------------------------------------ |
| 19-8-2012                                                                      | Saitama                                                                        | Brasile under 20                                                               | 1 – 1                                                                          | Italia under 20                                                                | Mondiali under 20 2012 - Fase a gironi                                         | -                                                                              |                                                                                |
| 22-8-2012                                                                      | Saitama                                                                        | Italia under 20                                                                | 0 – 2                                                                          | Corea del Sud under 20                                                         | Mondiali under 20 2012 - Fase a gironi                                         | -                                                                              | 22’                                                                            |
| 26-8-2012                                                                      | Kōbe                                                                           | Italia under 20                                                                | 0 – 4                                                                          | Nigeria under 20                                                               | Mondiali under 20 2012 - Fase a gironi                                         | -                                                                              |                                                                                |
| Totale                                                                         |                                                                                | Presenze                                                                       | 3                                                                              |                                                                                | Reti                                                                           | 0                                                                              |                                                                                |

| Cronologia completa delle presenze e delle reti in nazionale ― Italia under 19 | Cronologia completa delle presenze e delle reti in nazionale ― Italia under 19 | Cronologia completa delle presenze e delle reti in nazionale ― Italia under 19 | Cronologia completa delle presenze e delle reti in nazionale ― Italia under 19 | Cronologia completa delle presenze e delle reti in nazionale ― Italia under 19 | Cronologia completa delle presenze e delle reti in nazionale ― Italia under 19 | Cronologia completa delle presenze e delle reti in nazionale ― Italia under 19 | Cronologia completa delle presenze e delle reti in nazionale ― Italia under 19 |
| Data                                                                           | Città                                                                          | In casa                                                                        | Risultato                                                                      | Ospiti                                                                         | Competizione                                                                   | Reti                                                                           | Note                                                                           |
| ------------------------------------------------------------------------------ | ------------------------------------------------------------------------------ | ------------------------------------------------------------------------------ | ------------------------------------------------------------------------------ | ------------------------------------------------------------------------------ | ------------------------------------------------------------------------------ | ------------------------------------------------------------------------------ | ------------------------------------------------------------------------------ |
| 30-5-2011                                                                      | Imola                                                                          | Italia under 19                                                                | 2 – 1                                                                          | Russia under 19                                                                | Europeo under 19 2011 - Fase a gironi                                          | -                                                                              |                                                                                |
| 5-6-2011                                                                       | Bellaria-Igea Marina                                                           | Belgio under 19                                                                | 1 – 3                                                                          | Italia under 19                                                                | Europeo under 19 2011 - Fase a gironi                                          | 1                                                                              |                                                                                |
| 8-6-2011                                                                       | Bellaria-Igea Marina                                                           | Italia under 19                                                                | 2 – 3                                                                          | Norvegia under 19                                                              | Europeo under 19 2011 - Fase a gironi                                          | -                                                                              |                                                                                |
| 17-9-2011                                                                      | Strumica                                                                       | Italia under 19                                                                | 7 – 0                                                                          | Armenia under 19                                                               | Qual. Europeo under 19 2012                                                    | -                                                                              |                                                                                |
| 19-9-2011                                                                      | Strumica                                                                       | Macedonia under 19                                                             | 0 – 4                                                                          | Italia under 19                                                                | Qual. Europeo under 19 2012                                                    | -                                                                              | 72’ 61’                                                                        |
| 22-9-2011                                                                      | Strumica                                                                       | Italia under 19                                                                | 0 – 0                                                                          | Austria under 19                                                               | Qual. Europeo under 19 2012                                                    | -                                                                              | 59’                                                                            |
| 31-3-2012                                                                      | Soči                                                                           | Spagna under 19                                                                | 4 – 0                                                                          | Italia under 19                                                                | Qual. Europeo under 19 2012                                                    | -                                                                              | 42’                                                                            |
| 3-4-2012                                                                       | Soči                                                                           | Italia under 19                                                                | 4 – 2                                                                          | Scozia under 19                                                                | Qual. Europeo under 19 2012                                                    | -                                                                              |                                                                                |
| 5-4-2012                                                                       | Soči                                                                           | Italia under 19                                                                | 0 – 1                                                                          | Russia under 19                                                                | Qual. Europeo under 19 2012                                                    | -                                                                              |                                                                                |
| Totale                                                                         |                                                                                | Presenze                                                                       | 9                                                                              |                                                                                | Reti                                                                           | 1                                                                              |                                                                                |

## Palmarès

### Club
- Campionato italiano: 7

AGSM Verona: 2014-2015
Juventus: 2017-2018, 2018-2019, 2019-2020, 2020-2021, 2021-2022, 2024-2025
- Coppa Italia: 4

Juventus: 2018-2019, 2021-2022, 2022-2023, 2024-2025
- Supercoppa italiana: 5

Brescia: 2016
Juventus: 2019, 2020, 2021, 2023

### Individuale
- Gran Galà del calcio AIC: 2

Squadra dell'anno: 2019, 2021